# René Bartholoni
Pour les articles homonymes, voir Bartholoni.
Le colonel René Bartholoni, né le 22 juin 1881 au Petit-Saconnex (Suisse) et décédé le 8 février 1928 à Thakhek (Laos), est un officier de cavalerie et homme politique français.

## Famille
Anatole François René nait le 22 juin 1881 à Sécheron, au Petit-Saconnex, dans la banlieue de Genève. Il est le fils de Fernand Jean François Constant Bartholoni et de Jeanne Marie Zoé Frances de Beaufort. Il est le neveu du député du Second Empire, Anatole Bartholoni,.
Il est propriétaire du château de Coudrée, à Sciez, acquis par sa famille en 1856. Il le fait restaurer entre 1912 et 1914. Les travaux sont donnés aux architectes MM. Peyrot et Bourrit.
Il épouse en 1904 Louise, fille du commandant Alban Gastaldi et de Louise de Montfort.
Il est un bienfaiteur de l'Académie chablaisienne et membre de l'Académie salésienne.
Devenu directeur de la Société des mines d'étain du Nam Patène en Indochine, il meurt dans le naufrage du Trentinian en 1928, à Thakhek, au Laos.

## Carrière politique
Ancien officier devenu professeur, il est député de la Haute-Savoie de 1919 à 1924, candidat du Bloc national, et inscrit au groupe de l'Entente républicaine démocratique. Il s'occupe surtout de questions douanières et de la défense de la zone franche de Haute-Savoie et de celle du pays de Gex, dont il ne peut empêcher la suppression en 1924.